# The Good Judgment Project
A Good Judgment Project (GJP) é uma organização dedicada a "aproveitar a sabedoria da multidão para prever eventos mundiais". Foi co-criada por Philip E. Tetlock (autor de Superforecasting: The Art and Science of Prediction e Expert Political Judgment), a cientista de decisões Barbara Mellers e Don Moore, todos professores da Universidade da Pensilvânia .
O projeto começou como participante do programa Aggregative Contingent Estimation (ACE) da Intelligence Advanced Research Projects Activity (IARPA). Em seguida, estendeu a sua sabedoria coletiva às atividades comerciais, recrutando previsores e agregando as previsões dos mais historicamente precisos entre eles para prever eventos futuros . As previsões são pontuadas usando pontuações de Brier. Os principais previsores da GJP são "supostamente 30% melhores do que os oficiais de inteligência com acesso a informações classificadas reais".

## História
A Good Judgment Project começou em julho de 2011 em colaboração com o Aggregative Contingent Estimation (ACE) Program no IARPA (IARPA-ACE). O primeiro concurso começou em setembro de 2011. A GJP foi um dos muitos participantes no torneio IARPA-ACE, que apresentou cerca de 100 a 150 perguntas a cada ano sobre eventos geopolíticos. A equipe de investigação da GJP reuniu um grande número de amadores talentosos (em vez de especialistas em assuntos geopolíticos), deu-lhes tutoriais básicos sobre as melhores práticas de previsão e superação de vieses cognitivos e criou um algoritmo de agregação para combinar as previsões individuais dos previsores. A GJP venceu as duas temporadas do concurso e foi 35% a 72% mais precisa do que qualquer outra equipa de investigação. A partir do verão de 2013, a GJP foi a única equipa de investigação que o IARPA-ACE ainda financiava, e os participantes da GJP tiveram acesso ao Integrated Crisis Early Warning System.

## Pessoas
Os co-líderes do GJP incluem Philip Tetlock, Barbara Mellers e Don Moore. O website lista um total de cerca de 30 membros da equipa, incluindo os co-líderes, bem como David Budescu, Lyle Ungar, Jonathan Baron e o empreendedor de mercados de previsão Emile Servan-Schreiber. O conselho consultivo incluiu Daniel Kahneman, Robert Jervis, J. Scott Armstrong, Michael Mauboussin, Carl Spetzler e Justin Wolfers. O estudo empregou vários milhares de pessoas como previsores voluntários. Usando testes de traços de personalidade, métodos de treinamento e estratégias, os investigadores da GJP foram capazes de selecionar participantes de previsão com menos viés cognitivo do que a pessoa média; conforme o concurso de previsão continuava, os investigadores foram capazes de selecionar ainda mais estes indivíduos em grupos dos chamados superprevisores. A última temporada da GJP alistou um total de 260 superprevisores.

## Investigação
Uma quantidade significativa de investigação foi conduzida com base no Good Judgment Project pelas pessoas nela envolvidas.  Os resultados mostram que a utilização de uma mistura de estatísticas, psicologia, treinamento e vários níveis de interação entre os previsores individuais produziu consistentemente a melhor previsão por vários anos consecutivos.

## Good Judgment Inc.
Um spin-off comercial do Good Judgment Project começou a operar na web em julho de 2015 sob o nome Good Judgment Inc. Os seus serviços incluem previsões sobre questões de interesse geral, previsões personalizadas e treinamento nas técnicas de previsão da Good Judgment. A partir de setembro de 2015, a Good Judgment Inc tem vindo a realizar um torneio público de previsão no website Good Judgment Open. Assim como o Good Judgment Project, o Good Judgment Open tem perguntas sobre eventos geopolíticos e financeiros, embora também tenha perguntas sobre política, entretenimento e desportos dos EUA.

## Cobertura dos média
A GJP tem sido discutia repetidamente no The Economist. A GJP também foi abordada no The New York Times, The Washington Post, e Co.Exist. A NPR exibiu um segmento sobre a The Good Judgment Project com o título "So You Think You're Smarter Than a CIA Agent" (em português: "Então você acha que é mais inteligente do que um agente da CIA"), em 2 de abril de 2014. O Financial Times publicou um artigo sobre a GJP em 5 de setembro de 2014. A Washingtonian publicou um artigo que mencionou a GJP em 8 de janeiro de 2015. A BBC e o The Washington Post publicaram artigos sobre a GJP, respetivamente, em 20, 21 e 29 de janeiro de 2015.
The Almanac of Menlo Park publicou uma história sobre a GJP em 29 de janeiro de 2015. Um artigo sobre a GJP apareceu no portal do Philadelphia Inquirer, Philly.com, em 4 de fevereiro de 2015. O livro Wiser: Getting Beyond Groupthink to Make Groups Smarter tem uma seção detalhando o envolvimento da GJP no torneio organizado pela IARPA. A Psychology Today publicou online um pequeno artigo resumindo o artigo de Mellers, et al ., que resume as principais descobertas da GJP.
O projeto gerou um livro de 2015 de Tetlock e com coautoria de Dan Gardner, Superforecasting - The Art and Science of Prediction, que divulga as principais descobertas da investigação conduzida com os dados da GJP. O coautor Gardner já havia publicado um livro em 2010, que citava investigações anteriores de Tetlock que semearam o esforço da GJP. Uma resenha do livro na edição impressa de 26 de setembro de 2015 do Economist discute os principais conceitos. Um artigo do Wall Street Journal descreve-o como: "O livro mais importante sobre tomada de decisão desde Thinking, Fast and Slow, de Daniel Kahneman". A Harvard Business Review combinou-o com o livro How Not to Be Wrong: The Power of Mathematical Thinking, de Jordan Ellenberg . Em 30 de setembro de 2015, a NPR exibiu um episódio do Colin McEnroe Show centrado na GJP e no livro Superforecasting; os convidados do programa foram Tetlock, o diretor da IARPA Jason Matheny e a superprevisora Elaine Rich.